# Stenochironomus takahashii
Stenochironomus takahashii är en tvåvingeart som först beskrevs av Tokunaga 1938.  Stenochironomus takahashii ingår i släktet Stenochironomus och familjen fjädermyggor.
Artens utbredningsområde är Taiwan. Inga underarter finns listade i Catalogue of Life.